# Wahlenbergia grahamiae
Wahlenbergia grahamiae är en klockväxtart som beskrevs av William Botting Hemsley. Wahlenbergia grahamiae ingår i släktet Wahlenbergia och familjen klockväxter.
Artens utbredningsområde är Juan Fernández-öarna. Inga underarter finns listade i Catalogue of Life.